# Dirk Breebaart (1899-1983)
Dirk Breebaart (Barsingerhorn, 28 augustus 1899 – 6 september 1983) was een Nederlands politicus.
Hij werd geboren als zoon van Klaas Breebaart (1868-1942) en Dieuwertje Stins (1875-1953). Klaas Breebaart was van 1912 tot 1934 burgemeester van Barsingerhorn. D. Breebaart Kz. is in april 1926 aan de Rijksuniversiteit Leiden afgestudeerd in de rechten en werd ruim een week later benoemd tot burgemeester van Callantsoog. In 1935 volgde zijn benoeming tot burgemeester van Zijpe. In augustus 1942 werd hij ontslagen en in 1943 kreeg Zijpe een NSB-burgemeester. Breebaart keerde na de bevrijding terug als burgemeester en was toen ook nog enige tijd waarnemend burgemeester van van Sint Maarten. Bovendien was hij in 1946 bijna een half jaar waarnemend burgemeester van Callantsoog. Hij ging in 1964 hij met pensioen, verhuisde naar Heiloo en overleed in 1983 op 84-jarige leeftijd.